# Municipio de Iota Flat
El municipio de Iota Flat (en inglés: Iota Flat Township) es un municipio ubicado en el condado de Ward en el estado estadounidense de Dakota del Norte. En el año 2010 tenía una población de 39 habitantes y una densidad de población de 0,42 personas por km².

## Geografía
El municipio de Iota Flat se encuentra ubicado en las coordenadas 47°53′3″N 101°9′25″O / 47.88417, -101.15694. Según la Oficina del Censo de los Estados Unidos, el municipio tiene una superficie total de 93.51 km², de la cual 91,64 km² corresponden a tierra firme y (2,01 %) 1,88 km² es agua.

## Demografía
Según el censo de 2010, había 39 personas residiendo en el municipio de Iota Flat. La densidad de población era de 0,42 habitantes/km². De los 39 habitantes, el municipio de Iota Flat estaba compuesto por el 100 % blancos. Del total de la población el 0 % eran hispanos o latinos de cualquier raza.